# Вила Франка (Терамо)
Вила Франка (итал. Villa Franca) је насеље у Италији у округу Терамо, региону Абруцо.
Према процени из 2011. у насељу је живело 23 становника. Насеље се налази на надморској висини од 493 м.